# 七月初七
七月初七，农历七月第七天。

## 出生
- 西汉景帝元年，汉武帝刘彻。
- 南吴睿帝天祚三年，南唐后主李煜。

## 逝世
- 宋太平兴国三年，南唐后主李煜。

## 节假日和习俗
- 七夕-乞巧节
  - 做十六歲
- 道教道德臘辰
  - 七月七日道德臘，五帝校定生人骨體枯盛，學業文籍，名官降益。其日可謝罪、請福、服氣、沐浴、祭祀先亡。其日不可伐樹碎石，食啖酸鹹，乘騎臨險。可導引攝理，展舒筋骨。[1]
- 魁斗星君聖誕

## 参看
- 日历
- 七月初五 - 七月初六 - 七月初七 - 七月初八 - 七月初九
- 六月初七 - 七月初七 - 八月初七
- 正月 - 二月 - 三月 - 四月 - 五月 - 六月 - 七月 - 八月 - 九月 - 十月 - 十一月 - 腊月
- 公历7月7日

1. ↑  . （原始内容存档于2021-09-02）.